# Bondjock
Bondjock est une commune du Cameroun située dans la région du Centre et le département du Nyong-et-Kéllé.

## Population
Lors du recensement de 2005, la commune comptait 8 432 habitants. Le village de Bondjock comptait à lui-seul 2 702 habitants.

## Organisation territoriale
Outre le village de Bondjock qui est le chef-lieu d'arrondissement, la commune comprend également les villages suivants :
- Bomabom ;
- Bondé ;
- Hondol ;
- Lindoï ;
- Lola ;
- Nkong-Nkeni.

## Développement communal
Plusieurs personnalités originaires de la localité sont regroupées autour du comité de développement de l’arrondissement de Bonjock (Cordearbo) pour impulser le développement communal. 